# 1988년 선댄스 영화제
제4회 선댄스 영화제는 1988년 1월 15일에 열린 시상식이다.

## 수상 및 후보

### 심사위원대상(미국 드라마)
- 히트 앤 선라이트 - 롭 닐슨 수상
- The Brave Little Toaster - 제리 리즈
- Break of Dawn(TV) - Isaac Artenstein
- 헤어스프레이 - 존 워터스
- 레몬 스카이 - Jan Egleson
- 아메리카 퇴조 - 캔 프리드먼
- Patti Rocks - 데이비드 버튼 모리스
- 아메리칸 드림 - 마이클 호프만
- 레이첼 리버 - 샌디 스몰란
- The Silence at Bethany(TV) - 조엘 올리언스키
- South of Reno - Mark Rezyka
- Walking On Water - Ram? Men?dez

### 심사위원대상(미국 다큐멘터리)
- 베이루트 - 라스트 홈 무비 - 제니퍼 폭스 수상
- Acting Our Age - Michal Aviad
- Broken Noses - Bruce Weber
- Chuck Solomon: Coming of Age - Marc Huestis
- 디어 아메리카 - 빌 코터리
- Distant Harmony - DeWitt Sage
- The Family Album - 앨런 벌리너
- Fire From the Mountain - Deborah Shaffer
- The Houses Are Full of Smoke - Allan Francovich
- John Huston and the Dubliners - Lilyan Sievernich
- Miss... or Myth? - 제프리 던 외 1명
- Missile - Frederick Wiseman
- 킹덤 컴 - Mark Rezyka
- The American Experience(Radio Bikini) - 로버트 스톤

### 심사위원특별상(미국 드라마)
- 레몬 스카이 - Jan Egleson 수상

### 심사위원특별상(미국 다큐멘터리)
- 디어 아메리카 - 빌 코터리 수상
- 킹덤 컴 - 안소니 토머스 수상

### 촬영상
- 베이루트 - 라스트 홈 무비 - 알렉스 네폼니아쉬 수상
- 레이첼 리버 - 폴 엘리엇 수상

### 특별언급상
- 레이첼 리버 - 비브카 린드포스 수상